# Magnus Ljunggren (litteraturvetare)
Magnus Bertil Carl Ljunggren, född 25 oktober 1942, död 19 juni 2022 i Stockholm, var en svensk slavist, rysslandsexpert, litteraturvetare och författare.
Magnus Ljunggren var professor i rysk litteratur vid Göteborgs universitet. Hans bok Twelve Essays on Andrej Belyj's Peterburg baseras på en livslång forskning om Andrej Belyjs liv och författarskap, på vilket han var en internationellt erkänd expert.
År 2016 utkom Ljunggrens biografi Fifty-Five Years with Russia, översatt av Charles Rougle. År 2018 utkom samma bok på svenska, Mitt liv med Ryssland.
Ljunggren var också verksam som kulturskribent. Han medverkade i bland annat Expressen, Svenska Dagbladet och Axess Magasin. Ljunggren är begravd på Katolska kyrkogården i Stockholm.